# Гаммерсміт (станція метро, лінії Кільцева та Гаммерсміт-енд-Сіті)

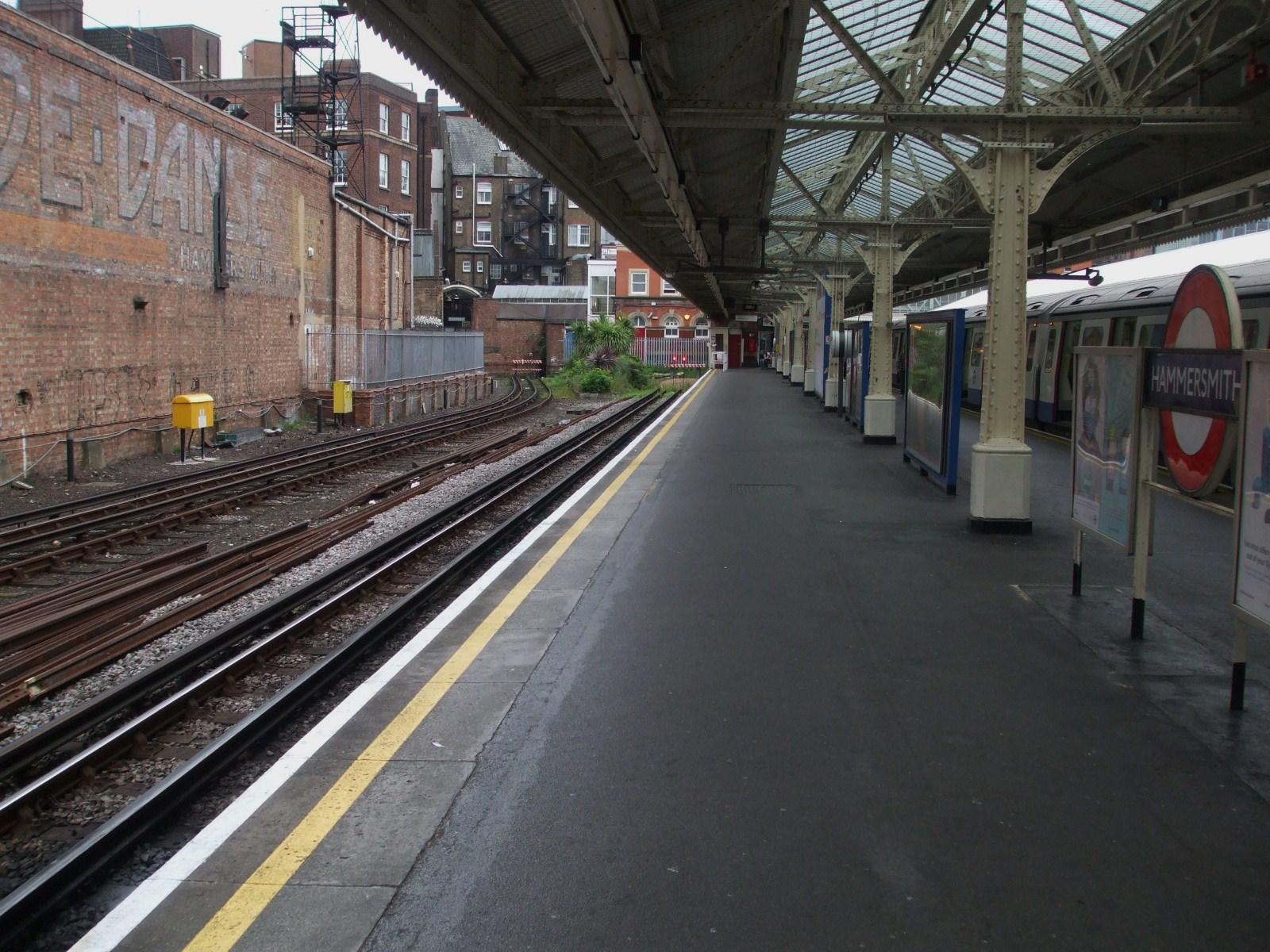
Платформа станції Гаммерсміт

51°29′39″ пн. ш. 0°13′30″ зх. д. / 51.494276944444° пн. ш. 0.22503694444444° зх. д.
Гаммерсміт (англ. Hammersmith) — кінцева станція Лондонського метрополітену ліній Кільцева та Гаммерсміт-енд-Сіті, попередня станція Голдгок-роуд. Станція знаходиться у районі Гаммерсміт, боро Гаммерсміт і Фулем, у 2-й тарифній зоні. В 2017 році пасажирообіг станції становив 10.85 млн пасажирів
Конструкція станції — наземна відкрита з однією острівною та однією береговою платформами.

## Історія
- 13. червня 1864 — відкриття станції у складі Metropolitan Railway (сьогоденна лінія Метрополітен)
- 1. грудня 1868 — відкриття станції у сьогоденному місці
- 1. лютого 1960 — закриття товарної станції[3]
- 13. грудня 2009 — відкриття руху потягів Кільцевої лінії[4]

## Пересадки
- Пересадки на автобуси London Buses маршрутів: 9, 27, 33, 72, 190, 209, 211, 220, 266, 267, 283, 295, 391, 419, 485, H91 та нічних маршрутів N9, N11, N97.
- У кроковій досяжності знаходиться метростанція Гаммерсміт ліній Дистрикт та Пікаділлі.